# Pahraniczna
Pahraniczna, Hola (biał. Пагранічная, Pahranicznaja; ros. Пограничная, Pogranicznaja) – agromiasteczko na Białorusi, w rejonie kamienieckim obwodu brzeskiego, w sielsowiecie Raśna. 
Pahraniczna położona jest niedaleko przejścia granicznego Połowce-Piszczatka.

## Historia
Miejscowość znana dawniej pod innymi nazwami – pierwotnie jako Połowce, następnie jako Połowce-Hola, wreszcie jako Hola, ostatecznie pod obecną nazwą (od 1964).
W 1844 r. Józef Jaroszewicz, pochodzący z Bielska, profesor Uniwersytetu Wileńskiego, sformułował tezę, że mieszkańcy są potomkami Połowców, osiedlanych na północ od Brześcia przez władców Rusi Kijowskiej. Dawni koczownicy przyjęli chrześcijaństwo i z czasem upodobnili się do okolicznej ludności ruskiej. Oprócz toponimii (Połowce, Pieszczatka Połowiecka, uroczysko Boniak) potwierdzeniem tej koncepcji miały być występujące w okolicy nazwiska i patronimiki o rzekomo turkijskim pochodzeniu, np. Biegieba, Kołtok, Konach, Kormanowicz, Kurgan. Teorię Jaroszewicza o połowieckim pochodzeniu mieszkańców dzisiejszej Paharanicznej i okolicznych wsi podjęli późniejsi badacze i nadal znajduje ona uznanie w regionalnej historiografii. 
Według rewizji ekonomii brzeskiej z 1566 włość połowiecka składała się z sześciu wiosek: Połowce (późniejsza Hola), Pieszczatka Połowiecka), Suchodół, Chlewiszcze, Suchojry, Stawiszcze. W tymże roku na obszarze włości wydzielono folwark Połowce (obecna wieś Połowce).
Od XIX w. wieś występuje pod nazwą Hola (Gola). 
Po III rozbiorze włość połowiecka z centrum w Pieszczatce Połowieckiej znalazła się w Imperium Rosyjskim – w powiecie brzeskim guberni grodzieńskiej. Według spisu ludności z 1897 Hola liczyła 690 mieszkańców.
Na przełomie XIX i XX w. należała do prawosławnej parafii św. Michała Archanioła w Połowcach.
W okresie międzywojennym Hola znajdowała się w powiecie brzeskim województwa poleskiego II Rzeczypospolitej, najpierw w gminie Połowce, następnie (od 1928) w gminie Wierzchowice. 
Dość nieuporządkowana delimitacja granicy polsko-radzieckiej po II wojnie światowej początkowo podzieliła Holę na dwie wsie leżące w różnych państwach: Starą i Nową Holę. Ostatecznie w 1948 cała miejscowość znalazła się w BSRR. W 1964 wieś otrzymała nazwę Pahraniczna. Nowe miano odzwierciedla powojenne zmiany granic, kiedy to Hola stała się miejscowością nadgraniczną.